# Mathias Uhlén
Carl Erik Mathias Uhlén, född 1954 i Uppsala, är en svensk forskare, uppfinnare och företagare inom bioteknik, verksam vid Kungliga Tekniska högskolan (KTH) i Stockholm.
Mathias Uhlén blev civilingenjör i kemiteknik vid KTH, teknologie doktor vid KTH 1984 (men bedrev forskningen i genteknik till sin doktorsavhandling vid Uppsala universitet) och professor i mikrobiologi vid KTH 1988. Han var vicerektor vid KTH 1999–2001. Mathias Uhlén är ledamot av Kungliga Vetenskapsakademien och Ingenjörsvetenskapsakademien och National Academy of Engineering i USA.

## Forskning
Uhléns forskning fokuserar på proteinvetenskap, bioteknologi, data-driven livsvetenskap, systembiologi och precisionsmedicin och inkluderar både grundforskning och mer tillämpad forskning. Han har publicerat mer än 750 artiklar och hans grupp var först med att beskriva ett flertal vetenskapliga innovationer:
1. Affinity-based protein engineering. Detta koncept bygger på att utveckla specifik bindning till proteiner (affinity) i lombination med ”protein engineering” och har lett till många tillämpningar inom livsvetenskapen.
2. Real-time sequencing by synthesis. Detta concept bygger på att detektera inkorporering av nukleotider i real-tid under syntes av DNA med hjälp av ett enzym (polymeras) och att använda denna princip för ”sequencing by synthesis”. Detta koncept, beskrivet första gången 1993 [1], används nu av en majoritet av alla ”next generation sequencing”-system.
3. Map of the human proteome. Human Protein Atlas-programmet startade 2003 med målet att bidra till en holistisk förståelse av alla människans proteiner kodade i vår arvsmassa. Denna öppna (open access) infrastruktur har idag mer än 5 miljoner web-sidor med över 10 miljoner bilder från människans vävnader och organ.

## Science for Life Laboratory (SciLifeLab)
Den nationella infrastrukturen Science for Life Laboratory (SciLifeLab) startade 2010 med finansiering från den nationella budgeten för att möjliggöra forskning inom teknik- och data-driven forskning och för att bidra till svensk och europeisk livsvetenskap. Mathias Uhlen var chef för centret under de första sex åren (2010–2015) och den nationella infrastrukturen har fler än 1000 forskare bara på centret i Stockholm. 

## Företagande
Mathias Uhlén har verkat för industriella tillämpningar av forskningen genom ett flertal företagssamarbeten och entreprenöriella insatser. Hans forskning rörande protein A ligger bland annat till grund för exportframgången MabSelect SuRe för affinitetskromatografi, vilken används vid framrening av biologiska läkemedel. Uhlén var bland grundarna till bland andra bioteknik-företagen Pyrosequencing AB, Affibody AB och Atlas Antibodies AB. Han  är rådgivare till venturekapitalfonden Healthcap.

## Utmärkelser
- 1992: The Svedberg-medaljen
- 2004: Ingenjörvetenskapsakademiens guldmedalj
- 2004: Serafimermedaljen
- 2005: Akzo Nobel Science Award[4]
- 2006: KTH:s stora pris[5]
- 2007: Apotekarsocietetens Scheelepris[6]